# Amy Cokayne
Amy Victoria Fiona Cokayne (Ipswich, 11 luglio 1996) è una rugbista a 15 internazionale per l'Inghilterra che milita nelle Harlequin Ladies nel ruolo di tallonatrice.
È finalista alle Coppe del Mondo 2017 e 2021.

## Biografia
Figlia di un militare della RAF, si chiama Amy Victoria Fiona Cokayne perché il padre le impose un nome il cui acronimo corrispondesse a quello dell'Aston Villa Football Club (AVFC), la squadra di calcio di Birmingham di cui è tifoso.
Dedita al calcio anch'essa nei primi anni dell'infanzia (era portiere nelle giovanili dello stesso Aston Villa), nel 2006 si trasferì con la famiglia in Nuova Zelanda perché suo padre era stato reclutato dalla Royal New Zealand Air Force.
Frequentò le superiori presso la Feilding High School (Manawatū), in cui si avvicinò al rugby e nella quale, nello stesso periodo, studiavano due allieve neozelandesi destinate a diventare sue avversarie in campo internazionale, la tallonatrice Georgia Ponsonby e la terza linea Sarah Hirini.
Fece parte di alcune rappresentative nazionali giovanili neozelandesi quando, a 17 anni, incontrò ad Auckland il C.T. inglese Gary Street impegnato con la squadra in un tour di tre test match contro le Black Ferns; Street le chiese se fosse interessata a giocare per l'Inghilterra, ricevendo risposta affermativa.
Tornata in Gran Bretagna si associò al Lichfield, club dello Staffordshire e fu convocata per l'Inghilterra U-20; esordì nella squadra seniores allo Stoop di Londra nel Sei Nazioni 2015 contro l'Italia.
Fu convocata alla Coppa del Mondo 2017 in Irlanda, in cui l'Inghilterra giunse fino alla finale di Belfast, poi persa contro la Nuova Zelanda; successivamente si arruolò nella RAF come allievo ufficiale e saltò buona parte della stagione agonistica seguente; al termine dell'addestramento fu destinata alla Royal Air Force Police.
Tornata in nazionale a tempo pieno dal 2019, ha rinunciato a un contratto a tempo pieno dalla federazione, in ragione del fatto di essere già stipendiata dalla RAF.
Dal 2020 milita nelle londinesi Harlequin Ladies, con cui si è laureata campione inglese nel 2021; è stata inclusa nella lista delle giocatrici convocate alla Coppa del Mondo 2021 in Nuova Zelanda.
Vanta anche la vittoria in quattro tornei dei Sei Nazioni con il Grande Slam.

## Palmarès
- Campionati inglesi : 1
Harlequins: 2020-21